# Buenaventura River

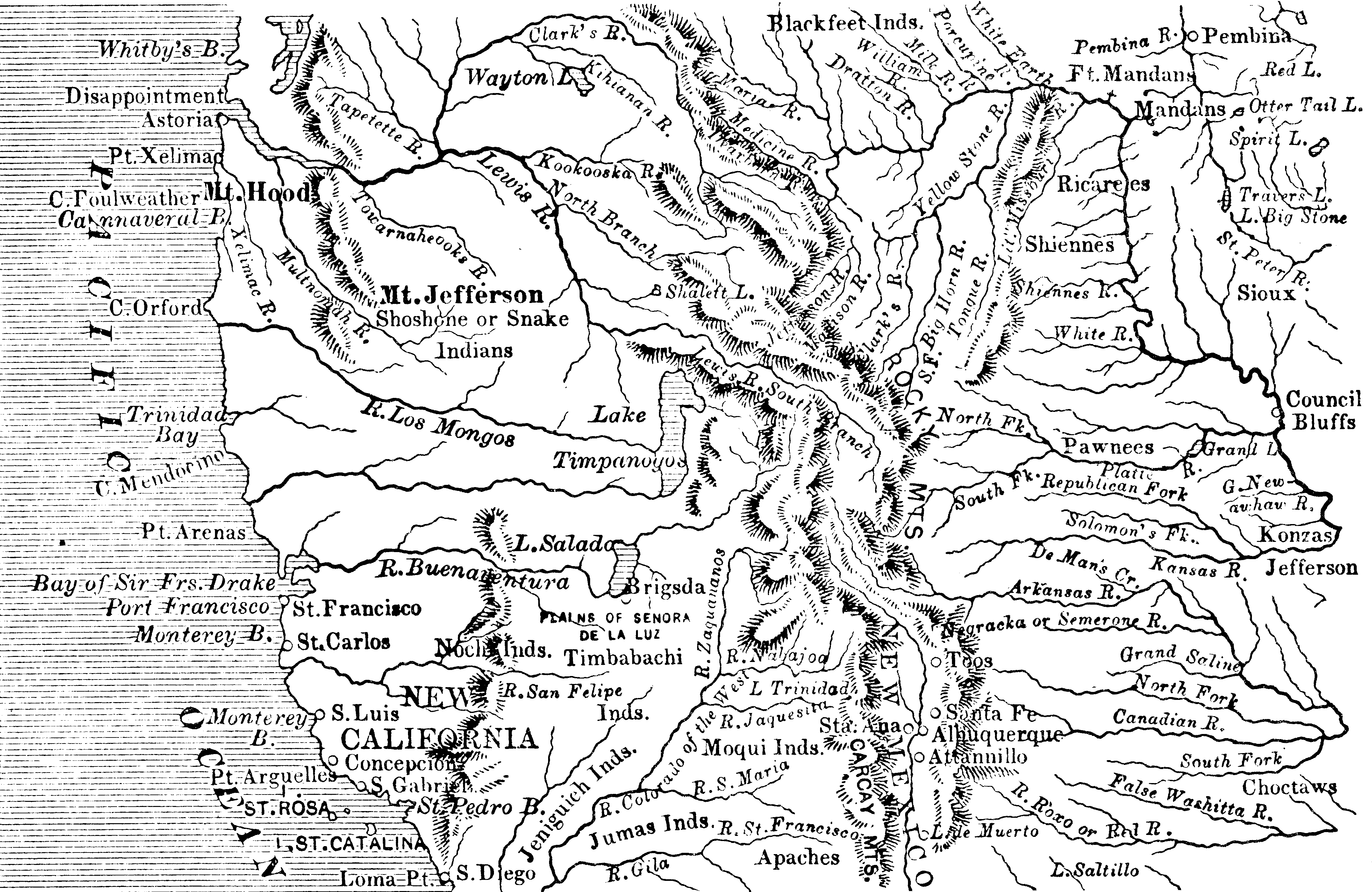
Carte de 1826 montrant la Buenaventura River se jetant dans la baie de San Francisco.

La Buenaventura River, aussi appelée San Buenaventura River ou Río Buenaventura, est un fleuve fictif qui était censé couler dans ce qui est aujourd'hui l'ouest des États-Unis, naissant dans les Montagnes Rocheuses et se jetant dans l'océan Pacifique, dans la région de San Francisco. Il s'agit de l'une des dernières incarnations du rêve d'un grand fleuve de l'Ouest, équivalant  à ce que le Mississippi était à l'est des Rocheuses. Un tel cours d'eau aurait permis de relier la côte est à la côte ouest directement, évitant de devoir passer par le cap Horn à l'extrême sud du continent. Il figura sur les cartes pendant plus de cinquante ans, et son existence ne fut définitivement infirmée qu'en 1844, lors de l'expédition Frémont.

## Recherche d'une voie navigable

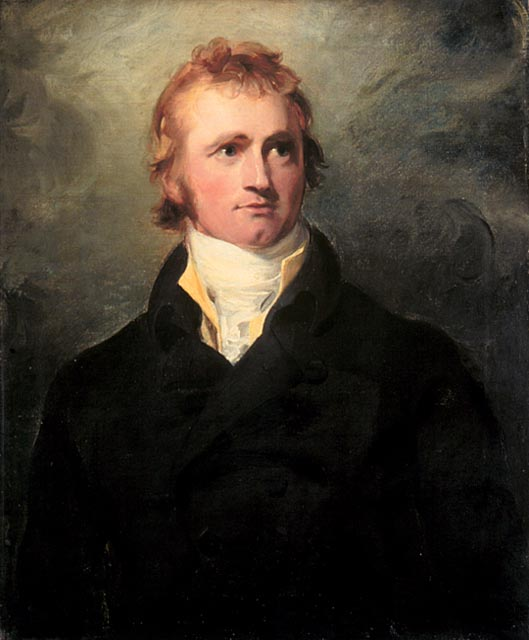
Portrait d'Alexander MacKenzie par Thomas Lawrence

Jusqu'à la fin du XVIIIe siècle, l'intérêt pour l'exploration de l'ouest du continent nord-américain, en particulier de la part des Britanniques, n'est pas dirigé vers l'implantation de colonies, mais vers la recherche d'une voie commerciale entre les villes du Nord-Est et l'océan Pacifique. Le seul passage alors possible vers le Pacifique est le cap Horn à la pointe de l'Amérique du Sud, ce qui signifie alors un voyage de  presque une année. L'exploration du passage du Nord-Ouest s'est quant à elle heurtée aux glaces arctiques. La découverte d'une voie navigable au milieu de l'Amérique du Nord serait idéale. À défaut, la voie terrestre devait être la plus courte possible entre les voies navigables. Les Espagnols, dès 1531, avaient trouvé  grâce à Hernán Cortés une connexion entre Veracruz sur le golfe du Mexique et  Acapulco (nommée alors Zacatula)  sur le Pacifique, via Mexico, et, en grande partie, bâti sur elle leur suprématie dans l'océan Pacifique.
À la fin du XVIIe siècle, des commerçants de fourrures français et britanniques s'enfoncent dans le continent en direction de l'ouest sur  les Grands Lacs et la rivière Ohio. Ils découvrent le grand système fluvial du Mississippi et du Missouri ainsi que les montagnes Rocheuses dont les fleuves s'écoulent sur le  flanc oriental. Mais la structure de ces montagnes et le pays qui s'étend à l'ouest restent un sujet de conjectures, une Terra incognita. Seule la côte californienne est alors explorée. On suppose généralement qu'il doit y avoir aussi à l'Ouest de grands systèmes fluviaux qui coulent directement vers l'océan Pacifique.
Les premières expéditions sont arrêtées par les montagnes. En 1793, pour le compte de la  Compagnie britannique de la Baie d'Hudson, Alexander MacKenzie est le premier Occidental à atteindre le Pacifique par voie terrestre, au nord, à travers ce qui doit devenir le Canada.
Thomas Jefferson, le troisième président des jeunes États-Unis, a connaissance des rapports des explorateurs britanniques et souhaite mettre en valeur ces informations pour le bien-être de son pays. Après l'achat de la Louisiane par les États-Unis en 1803, il envoie (en 1804–1806) l'expédition Lewis et Clark vers les Montagnes rocheuses. Elle pénètre par le Missouri, traverse les montagnes par une route septentrionale en passant par le col du Lolo, atteint le Columbia et, en le suivant, le Pacifique. L'expédition rapporte à son retour que les Rocheuses sont dans cette région pratiquement infranchissables : elles ne peuvent être vaincues qu'à pied et sans lourdes charges. L'intérêt se tourne alors vers les parties méridionales et centrales des Montagnes Rocheuses.

## Histoire

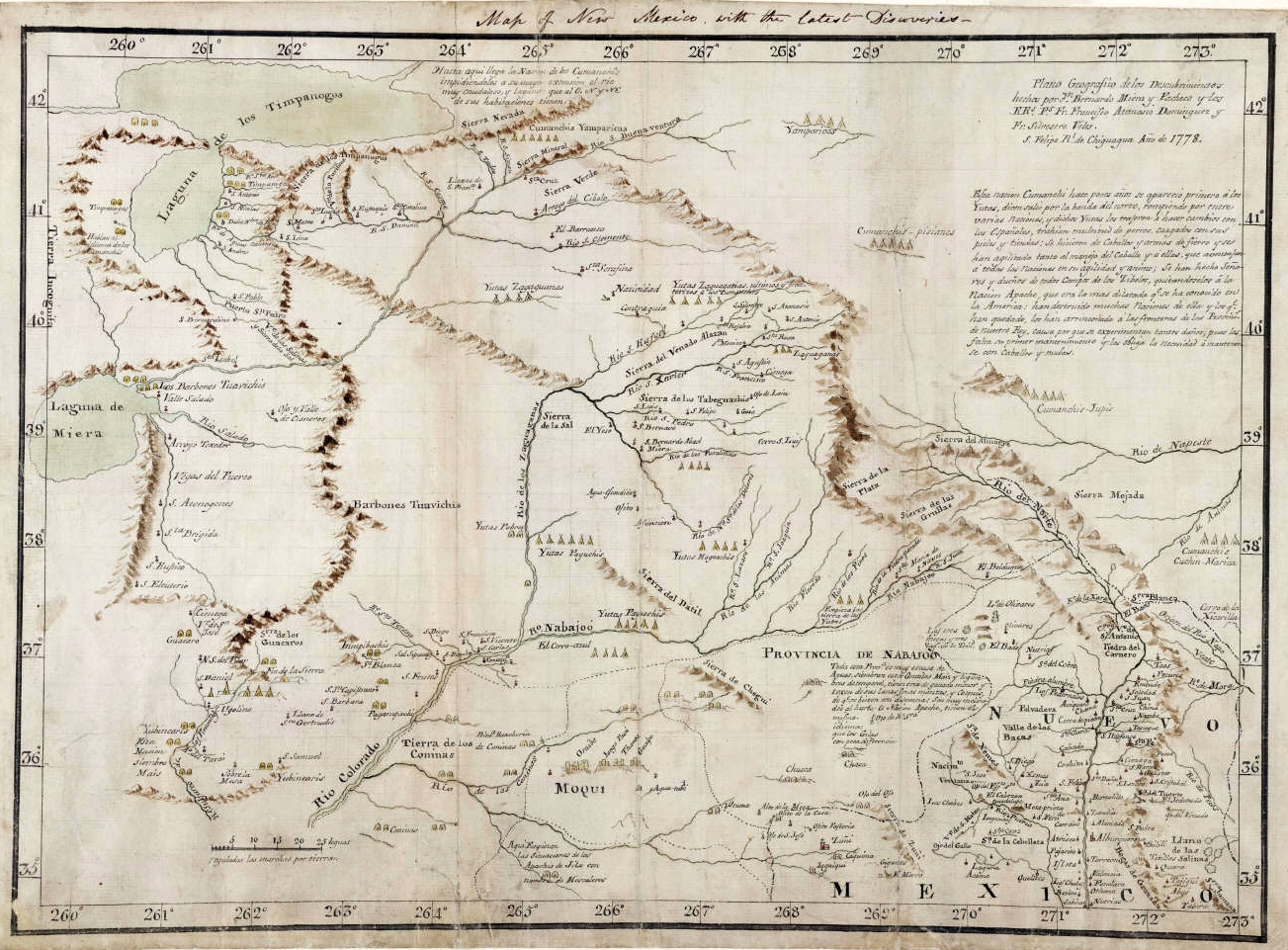
Carte du Nord-Ouest du Nouveau Mexique par Bernardo Miera, 1778. La rivière Buenaventura coule du centre supérieur de l'image jusqu'au Laguna de Miera sur le bord occidental de la carte

En 1776, deux missionnaires franciscains, Francisco Atanasio Domínguez et Silvestre Vélez de Escalante, explorent un passage permettant de relier Santa Fe dans le Nouveau-Mexique espagnol à Monterey dans la Californie espagnole. Sur leur route, ils traversent la Green River, un affluent du Colorado, coulant du nord au sud et le nomment San Buenaventura en l'honneur de Saint Bonaventure. Peu après, ils découvrent la Sevier River et pensent qu'il s'agit toujours de la Buenaventura et que son cours s'infléchit au sud-ouest. Par conséquent, leur cartographe Bernardo Miera y Pacheco dessine la rivière, non comme un affluent du Colorado coulant vers le sud, mais comme partant au sud-ouest pour se jeter dans un lac, à qui il donne peu modestement son propre nom et que l'on identifie  à un lac aujourd'hui asséché, le Lac Sevier. Au bord de la carte, il dessine des régions que l'expédition n'a pas observées elle-même, mais dont elle a eu connaissance par des rapports des Indiens. Y figure la première représentation du Grand Lac Salé, sous le nom de « Laguna de los Timpanogos ». À partir de là, Miera dessine un grand fleuve coulant vers l'ouest, montré comme navigable, qui se termine rapidement au bord de la carte.
Les missionnaires ne s'aventurent pas plus loin vers l'ouest et ne peuvent donc remplir leur mission. Mais dans une note d'accompagnement à l'attention du roi Charles III, Miera recommande d'organiser d'autres missions dans cette région, à partir du Lac Salé, et mentionne la possibilité d'une voie fluviale y menant à l'Océan Pacifique, en suivant  soit la Buenaventura  soit une prétendue  Timpanogos River.

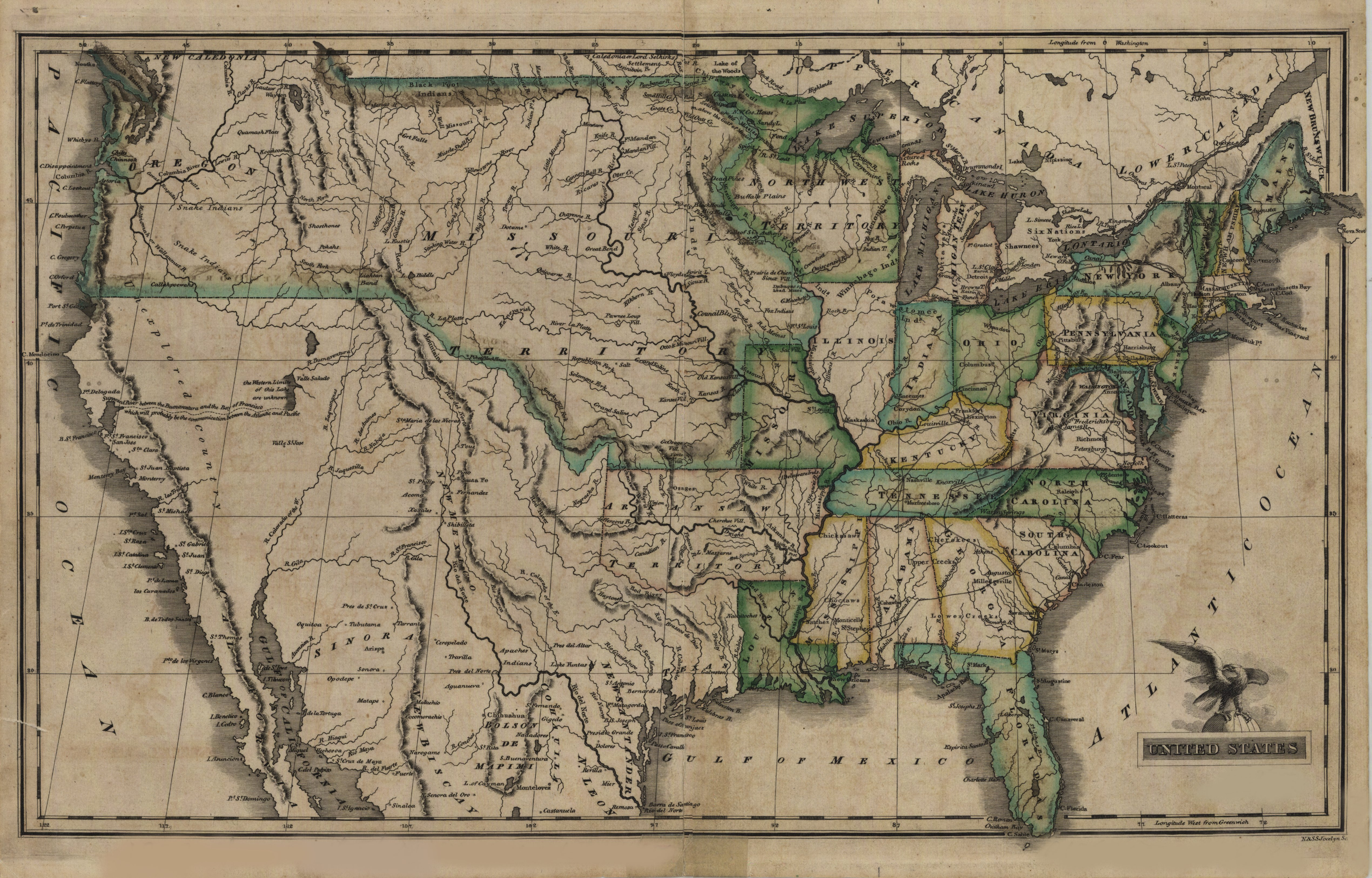
Carte de Sidney E. Morse, 1823, avec une Terra Incognita en blanc à l'ouest des Montagnes rocheuses et une Buenaventura River indiquée comme douteuse

Les cartographes espagnols de la Californie, Francisco Garcés et Pedro Font, n'avaient de bonnes connaissances que des montagnes côtières et des vallées centrales. La Sierra Nevada, la chaîne de montagnes qui borde la Californie à l'Est, n'était pas explorée. Ils identifient donc les cours d'eau avec les représentations de Miera et lorsqu'en 1784, Manuel Augustin Mascaro et Miguel Constanso achèvent une carte de la Nouvelle-Espagne tout entière, ils reprennent les descriptions de leurs collègues. Ni l'Espagne, ni le Mexique ne se livrent à de nouvelles expéditions dans le Nord inexploré de leurs territoires, et les erreurs ne sont jamais corrigées. Étant donné qu'on ne dispose encore d'aucune détermination géodésique des distances, on ne remarque pas qu'entre les Rocheuses et la Sierra Nevada se trouvent environ 500 km qui sont sur ces premières cartes oubliés ou fortement raccourcis.
Les premiers cartographes des nouveaux États-Unis d'Amérique s'appuient eux aussi sur les cartes espagnoles.  Alexander von Humboldt en 1804, William Clark en  1814 et Zebulon Pike dans son livre sur l'Ouest de 1810 associent selon le cas différents cours d'eau vus par eux-mêmes avec la Buenaventura, qu'ils croient reconnaître à partir des cartes espagnoles. Albert Finley et de nombreux cartographes utilisent ces ouvrages largement répandus comme fondements de leurs cartes. D'autres, plus sceptiques, mentionnent la Buenaventura comme douteuse, tel Sidney E. Morse en 1823. Albert Gallatin n'indique plus aucun fleuve dans la région du Buenaventura dans sa carte de l'Ouest de 1836.

## John Charles Frémont

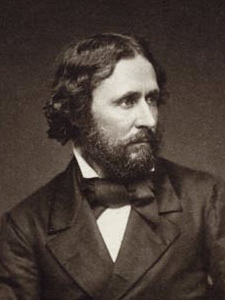
John Charles Frémont

Le trappeur et explorateur Jedediah Smith passe la crête des Montagnes Rocheuses en 1823-24  au  South Pass  et est le premier Américain à explorer avec ses collègues les rivières des flancs occidentaux. En 1827, il est aussi le premier Blanc à traverser la Sierra Nevada et le désert du  Grand Bassin, dont l'étendue rend improbable l'existence d'un fleuve partant des Rocheuses vers l'ouest. Pendant les années 1827-28, il visite les vallées centrales de la Californie en direction du nord, à travers la région où devrait se situer la  Buenaventura River, mais ne la trouve pas. Lorsque John Bidwell et Thomas Fitzpatrick en 1841 conduisent un premier petit groupe de colons en Californie par le South Pass, on recommande à Bidwell d'emporter du matériel pour construire un bateau afin de pouvoir naviguer à partir du Grand Lac Salé sur la Buenaventura. Bidwell trouve au bord du Grand Bassin la petite Humboldt River qu'avait décrite pour la première fois Peter Skene Ogden et trace en la suivant une partie du parcours connu sous le nom de Piste de la Californie. Mais il ne peut trouver un cours d'eau navigable à travers la Sierra Nevada.
Cest seulement en  1844 que l'expédition géographique de triangulation de John Charles Frémont prouve que le fleuve n'existe pas. Entre mai et octobre 1842, Frémont établit  en compagnie de Thomas Fitzpatrick et de Kit Carson l'emplacement exact des points centraux des Montagnes rocheuses, puis progresse à partir de là vers l'ouest. En 1843-44, il mesure la Columbia River ainsi que la Sierra Nevada et des parties de la Californie. Une erreur de relevé sur la Walker River dans la Sierra Nevada californienne lui fait brièvement croire le 27 janvier 1844 à la découverte de la Buenaventura River, mais il reconnaît son erreur dès le  29 janvier. Pendant son voyage, il détermine pour la première fois les relations géographiques exactes et peut exclure l'existence d'un fleuve entre les Rocheuses et la Californie centrale.
Une fois établi qu'il n'existe aucune voie fluviale possible, Frémont et son beau-père et promoteur politique, le Sénateur Thomas Hart Benton, tournent leur intérêt vers une liaison transcontinentale par voie ferrée, de la côte Est à la côte Ouest, qui est finalement achevée en 1869.

## Géographie de l'Ouest

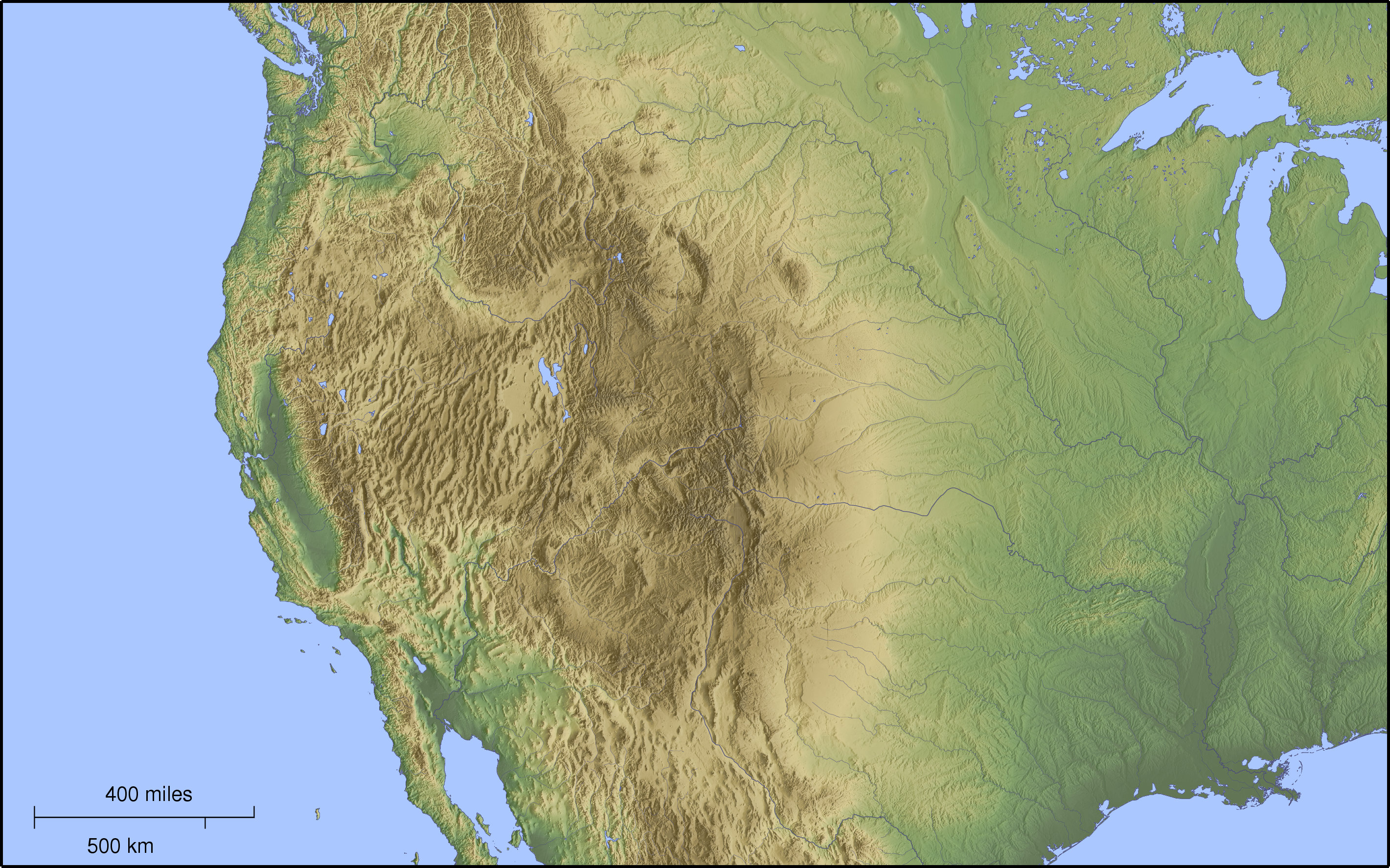
L'Ouest des États-Unis avec le grand système fluvial de la plaine à l'est des Rocheuses et la région sans cours d'eau du Grand Bassin à l'ouest de la montagne

Frémont est le premier à reconnaître que les précipitations des Montagnes Rocheuses centrales s'écoulent principalement vers l'est jusqu'au Missouri et au Mississippi et qu'à l'ouest s'étend un désert sans rivière. Presque toutes les rivières du versant ouest coulent au sud par la Green River jusqu'au Colorado ou vers le nord-ouest par la Snake River vers le Columbia ; seuls quelques petits cours d'eau débouchent directement à l'ouest dans le Grand Lac Salé. À l'ouest, la chaîne de la Sierra Nevada, qui s'étend dans la direction Nord-Sud, se termine au Grand Bassin ; ses cours d'eau vers l'ouest se jetant dans les deux fleuves de la Vallée centrale de Californie, le  San Joaquin et le Sacramento. Tous deux débouchent dans le Pacifique dans la baie de San Francisco, au Golden Gate.